# 万塔利
万塔利（Vanthali），是印度古吉拉特邦居那加德县的一个城镇。2001年总人口15,861。

## 人口
该地2001年总人口15861人，其中男性8433人，女性7428人；0－6岁人口1767人，其中男969人，女798人；识字率69.52%，其中男性为76.96%，女性为61.08%。